# Trường Trung học phổ thông Quang Trung, Hải Phòng

## Vị trí địa lý
Trường THPT Quang Trung nằm trên địa bàn xã Cao Nhân, huyện Thủy Nguyên, Thành phố Hải Phòng. Là một trong 3 trường THPT có truyền thống lâu đời của huyện Thủy Nguyên (THPT Quang Trung, THPT Lý Thường Kiệt, THPT Phạm Ngũ Lão). Trường được thành lập năm 1965 với tên là Trường cấp 3 Quảng Thanh. Năm 2010, Trường THPT Quang Trung kỷ niệm 45 năm ngày thành lập Lưu trữ ngày 12 tháng 12 năm 2010 tại Wayback Machine.
Năm nay (2015), Trường THPT QuangTrung sẽ kỷ niệm 50 năm ngày thành lập trường và KHÔNG có cắm trại nhưng thay vào đó là mở hội chợ vào ngày 11 tháng 11 năm 2015.

## Thành tựu
Kể từ khi thành lập trường THPT Quang Trung vẫn luôn nằm trong top các trường có thành tích cao ở địa bàn Thành phố Hải Phòng. Thành tích về học tập phải kể đến những học sinh đã tham gia thi Học sinh Giỏi cấp Quốc gia ở các bộ môn Địa lý, Tin học. Ngoài ra hằng năm có nhiều học sinh tham gia và đạt giải cao tại các cuộc thi học sinh giỏi cấp Thành phố, đây là thành tích mà nhà trường luôn phấn đấu để có thể đạt kết quả cao hơn. Tổng kết mỗi năm Nhà trường đều có rất nhiều học sinh học lực khá giỏi, không chỉ vậy, về mặt đạo đức, các học sinh của trường đều là hạnh kiểm Khá trở lên. Truyền thống này vẫn đang và tiếp tục được duy trì để giữ vững vị trí của trường trong lĩnh vực đào tạo thế hệ hiền tài cho đất nước.

## Các thầy hiệu trưởng
- Thầy Trần Quốc Bảng (1965 - 1974)
- Thầy Trần Ẩn (1974 - 1975)
- Thầy Trần Viết Xứng (1975 - 1998)
- Thầy Phạm Huy Vân (1998 - 1999)
- Thầy Lê Duy Tuyến (2000 - 3/2011)
- Thầy Vương Đình Hường (4/2011 - 12/2023)
- Thầy Quách Tân Bình (12/2023 - Nay)

## Website
- Facebook